# 曹庄镇 (兴城市)
曹庄镇，是中华人民共和国辽宁省葫芦岛市兴城市下辖的一个乡镇级行政单位。

## 行政区划
曹庄镇下辖以下地区：
曹庄社区、七零一九社区、东华基地社区、大甸子村、四城子村、泡河村、朱家屯村、沙屯村、大英堡子村、小英堡子村、上坡村、七里村、安相村、后湖村、头台子村、曹庄村和大河口村。